# Muntanyes Udzungwa
Les muntanyes Udzungwa són una serralada del centre-sud de Tanzània. Es troben majoritàriament en el si de la regió d'Iringa, al sud de la capital tanzana, Dodoma. Les muntanyes Udzungwa formen part de les muntanyes de l'Arc Oriental i acullen una comunitat diversa de fauna i flora, entre les quals hi ha nombroses espècies endèmiques.
Hi viu el poble hehe. El nom Udzungwa ve de la paraula hehe wadzungwa, que es refereix a la gent que viu als vessants. Iringa és la població més gran de les muntanyes i el centre administratiu de la regió.

## Geografia
Les muntanyes Udzungwa abracen una superfície de 16.134,40 km², cosa que en fa la serralada més extensa de l'Arc Oriental. El cim més alt és el Luhombero, que culmina a 2.579 msnm. A grans trets, la serralada va del sud-oest al nord-est. Al nord-oest, la plana d'Usangu és drenada pel Gran Riu Ruaha i els seus afluents. El Gran Riu Ruaha separa les muntanyes Udzungwa de les muntanyes Rubeho i les muntanyes Uvidunda al nord-est. La vall del riu Kilombero es troba al sud i el sud-est. Al sud, el pas de Makambako separa les muntanyes Udzungwa de les muntanyes Kipengere.
Tant el Gran Rahua com el Kilombero són afluents del riu Rufiji, que desguassa a l'oceà Índic. El riu Lukosi brolla de la part central de la serralada i flueix cap a l'est fins que es troba amb el Gran Ruaha. El Petit Riu Ruaha i els seus afluents drenen bona part de la part occidental de la serralada i flueixen cap al nord fins que aboquen les seves aigües al Gran Ruaha.

## Clima
Com que les muntanyes Udzungwa intercepten vents carregats d'humitat de l'oceà Índic, reben més precipitació que les planes que les envolten. La majoria de la precipitació cau durant la temporada plujosa (novembre a maig), encara que les cotes més altes poden tenir boirina i plugim fins i tot durant la temporada seca. La precipitació és més abundant als vessants meridional i sud-oriental, és a dir, els que donen a l'oceà Índic, i més escassa a l'ombra orogràfica, al nord i oest. Les temperatures són més baixes a altituds superiors.

## Geologia
Les muntanyes Udzungwa, com les altres que integren l'Arc Oriental, es componen de roques cristal·lines del Precambrià que foren aixecades al llarg de milions d'anys seguint línies de falla. El període més recent d'aixecament començà fa 30 milions d'anys, però el sistema de falles i el procés d'aixecament podrien ser molt més antics. El sòl derivat d'aquestes roques antigues no és tan fèrtil com els sòls volcànics més recents de les muntanyes situades més al nord i l'oest.

## Flora i fauna
Fa 30 milions d'anys, la zona estava coberta de selva pluvial. Durant un període més fred i sec esdevingut fa uns 10 milions d'anys, els boscos de plana es convertiren en sabanes i les serralades quedaren com «illes» de boscos tropicals. La persistència d'un clima humit i l'aïllament de cada serralada ha generat nombrosos endemismes, així com una flora i fauna molt diverses. Les Udzungwa i les altres muntanyes de l'Arc Oriental exhibeixen una altíssima biodiversitat, amb nombroses espècies endèmiques (més del 25% de les espècies de vertebrats). Un 10% d'elles estan protegides pel Parc Nacional de les Muntanyes Udzungwa i la Reserva Forestal Natural de l'Escarpament de les Udzungwa.
Les muntanyes Udzungwa estan cobertes de selves pluvials de plana, selves pluvials montanes, boscos de miombo, herbassars i brugueres. Els boscos abasten altituds de 300 a 2.579 msnm i la seva composició varia amb l'altitud i la precipitació. Els vessants orientals i sud-orientals, més humits, reben més pluja de l'oceà Índic i presenten boscos perennifolis a les faldes; els vessants occidentals i nord-occidentals, més secs, tenen boscos de miombo a altituds inferiors i només presenten boscos perennifolis a altituds superiors.
A l'altiplà central hi ha hagut un alt grau de desforestació per fer lloc a agricultura i el pasturatge. Una anàlisi d'imatges de satèl·lit preses entre el 1999 i el 2003 mostrà que 1.353 km² de les muntanyes encara estaven cobertes de bosc perennifoli.
Entre els molts mamífers que hi viuen hi ha el duiquer d'Abbott, el kipunji i el còlob de les Udzungwa. Hi ha elefants africans de sabana als boscos de l'escarpament meridional. La musaranya elefant caragrisa és una espècie de musaranya elefant endèmica de les muntanyes. La perdiu de Tanzània n'és un altre endemisme.